# Hydropus conicus
Hydropus conicus är en svampart som beskrevs av Bas & Weholt 1984. Enligt Catalogue of Life ingår Hydropus conicus i släktet Hydropus,  och familjen Marasmiaceae, men enligt Dyntaxa är tillhörigheten istället släktet Hydropus,  och familjen Porotheleaceae. Artens status i Sverige är: Ej påträffad. Inga underarter finns listade i Catalogue of Life.